# Grotten van de Aggtelek Karst en Slowaakse Karst
De grotten van de Aggtelek Karst en Slowaakse Karst zijn een groep grotten gelegen in Hongarije en Slowakije die ontstaan zijn gedurende miljoenen jaren met een karstsysteem, oftewel waarbij kalksteen in water is oplost. In deze regio zijn minstens 712 van deze grotten. 
Zeven van deze grotten zijn expliciet door de UNESCO opgenomen in de omschrijving van het geheel op de werelderfgoedlijst. In 1995 werden daarop geplaatst:
- Domica en Baradlagrot. (In Nationaal Park Aggtelek)
- Gombasecká jaskyňa
- Ochtinská aragonitová jaskyňa
- Jasovská jaskyňa
- Silica-ijsgrot

In 2000 is daaraan toegevoegd:
- Dobšinská-ijsgrot